# A Mosca Negra
Pretty Ladies (bra/prt: A Mosca Negra) é um filme mudo estadunidense de 1925, do gênero comédia dramática, dirigido por Monta Bell, e estrelado por ZaSu Pitts e Tom Moore. O roteiro de Alice D. G. Miller foi baseado no conto "Hearts", de Adela Rogers St. Johns.
"Pretty Ladies" apresentava originalmente sequências musicais coloridas, algumas que utilizaram Technicolor de duas cores. No entanto, as sequências coloridas agora são consideradas perdidas.

## Sinopse
Maggie Keenan (ZaSu Pitts), uma comediante adorável do Follies, cai do palco em cima da orquestra, exatamente em cina da bateria do músico Al Cassidy (Tom Moore). Uma coisa leva a outra, eles se apaixonam e se casam. Com o passar do tempo, Al se torna um compositor famoso e Maggie fica em casa, cuidando dos filhos que eles tiveram juntos. Um dia, Al é contratado para escrever um grande número para Selma Larson (Lilyan Tashman), uma das estrelas mais bonitas do Follies, e acaba se apaixonando. Complicações acontecem quando uma amiga de Maggie conta tudo para ela.

## Elenco
- ZaSu Pitts como Maggie Keenan
- Tom Moore como Al Cassidy
- Ann Pennington como Ela mesma
- Lilyan Tashman como Selma Larson
- Bernard Randall como Aaron Savage
- Helena D'Algy como Adrienne
- Conrad Nagel como Homem dos Sonhos de Maggie
- Norma Shearer como Frances White
- George K. Arthur como Roger Van Horn
- Joan Crawford como Bobby (creditada como Lucille LeSueur)[8]
- Paul Ellis como Warren Hadley
- Roy D'Arcy como Paul Thompson
- Gwen Lee como Fay
- Dorothy Seastrom como Diamond Tights
- Lew Harvey como Will Rogers
- Chad Huber como Frisco
- Walter Shumway como Sr. Gallagher
- Dan Crimmins como Sr. Shean
- James Quinn como Eddie Cantor (creditado como Jimmie Quinn)
- Carole Lombard como Dançarina (não-creditada)
- Myrna Loy como Garota no Ziegfeld (não-creditada)

## Produção
O filme foi ambientado na cidade de Nova Iorque e filmado nos estúdios da Metro-Goldwyn-Mayer, em Culver City, Califórnia.
"Pretty Ladies" marcou a primeira aparição creditada de "Lucille LeSueur", que logo ficaria conhecida como Joan Crawford. De acordo com Lawrence J. Quirk, autor de "The Films of Joan Crawford", a produção foi a única vez que Crawford foi creditada com seu nome verdadeiro (embora Joan também tenha sido creditada como LeSueur no filme promocional "MGM Studio Tour", de 1925). Foi também uma das primeiras aparições cinematográficas de Myrna Loy (quando ainda utilizava Williams, seu sobrenome verdadeiro), que havia assinou um contrato de sete anos com a Warner Bros. em 1925, e depois finalmente assinou com a Metro-Goldwyn-Mayer, onde se tornou uma estrela em 1934, com o lançamento de "The Thin Man".